# The Wall Street Journal
A The Wall Street Journal angol nyelvű amerikai nemzetközi napilap, ami különösen nagy hangsúlyt helyez a gazdasági és üzleti hírekre. New Yorkban adja ki az ázsiai és európai kiadásokkal együtt a Dow Jones & Company, ami a News Corporation egyik csoportja.
Az újság a legnagyobb példányszámban kiadott lap az Amerikai Egyesült Államokban. Az Audit Bureau of Circulations adatai alapján 2,1 millió példányszámban jelent meg 2010 márciusában (a 400 ezer online előfizetést is beleszámítva), szemben a USA Today 1,8 milliós példányszámával. Az üzleti újságírásban a fő riválisa a londoni központú Financial Times, ami szintén több nemzetközi kiadással rendelkezik.
Az újság elsősorban amerikai gazdasági és nemzetközi üzleti témákkal foglalkozik, valamint pénzügyi hírekkel és kérdésekkel. A neve a Wall Streetből származik, ami a New York-i pénzügyi negyed szíve. 1889. július 8-án alapította meg Charles Dow, Edward Jones és Charles Bergstresser, és alapítása óta szünetelés nélkül jelenik meg. A lap 33 alkalommal nyert el a Pulitzer-díjat.